# Банковские ресурсы
Банковские ресурсы — это специфическая составная часть финансовых ресурсов, совокупность средств, имеющихся в распоряжении банка и используемых им для ведения кредитных и иных активных операций. Структура банковских ресурсов зависит от специализации банков. Формирование банковских ресурсов называется фондированием.
Генерализованная структура банковских ресурсов:
- собственный капитал (уставный акционерный капитал, дополнительный капитал, резервные фонды, нераспределённый чистый доход прошлых лет, нераспределённый чистый доход (убытков);
- привлечённые ресурсы (депозиты до востребования, срочные депозиты, вклады населения, векселя, межбанковские кредиты, корсчета).

Привлечённые ресурсы составляют до 80 % в балансе коммерческих банков, поэтому финансовые результаты таких банков зависят главным образом от того, насколько эффективно они формируют привлечённые ресурсы.